# I'm On It
I'm On It è un singolo del rapper statunitense Tyga, pubblicato il 21 aprile 2010 su etichetta Young Money Entertainment.

## Tracce
1. I'm On It – 3:15